# Министерство сельского и лесного хозяйств Экваториальной Гвинеи
Министерство сельского и лесного хозяйств Экваториальной Гвинеи рассматривает вопросы, касающиеся сельского хозяйства, лесного хозяйства и биобезопасности. Ответственным министром является министр сельского хозяйства Теодорин Нгема Обианг Манге.

## Обязанности
Министерство несет ответственность за биобезопасность, управление государственным лесом Экваториальной Гвинеи, поддержку сельских общин, обеспечение гуманного и ответственного использования животных, помощь в выводе товаров Экваториальной Гвинеи на зарубежные рынки. Оно также работает по продвижению устойчивого развития в сельских районах Экваториальной Гвинеи, а также по рациональному использованию земли, воды и орошения в сельских местностях Экваториальной Гвинеи.